# Dei (motorfietsmerk)
Dei is een Italiaans historisch merk van motorfietsen.
De bedrijfsnaam was: Umberto Dei & Co., later Industria Cicli Dei, Milano
Umberto Dei begon in 1932 een fietsenfabriek in Milaan, maar al snel ging hij ook lichte motorfietsen maken. In die tijd waren zware motorfietsen in Italië populair, maar Dei beperkte zich tot tweetaktmotortjes van 60- en 75 cc. Dei nam in 1937 de firma Ancora over en bouwde in 1941 een 2pk- 98cc-tweetaktmotorfiets met twee versnellingen. Daarnaast verscheen de "Saxonette" met een 1½pk- 60cc-Sachs-tweetaktmotor zonder versnellingen.
Toch viel tijdens de Tweede Wereldoorlog de productie waarschijnlijk stil, maar na de oorlog was de behoefte aan goedkope vervoermiddelen nog veel groter en Dei ging nu gemotoriseerde fietsen met de Garelli Mosquito-clip-on motor bouwen. Later kwamen er ook 150cc-modellen met Sachs-blokken.
De productie eindigde in 1966.